# E. 진 캐럴
엘리자베스 진 캐럴(Elizabeth Jean Carroll, 1943년 12월 12일 ~ )은 미국의 언론인, 작가, 칼럼니스트이다. 그녀의 "Ask E. Jean" 칼럼은 1993년부터 2019년까지 엘르 잡지에 실렸으며, 미국 출판계에서 가장 오랫동안 연재된 상담 칼럼 중 하나가 되었다. 2019년 저서 《무엇을 위해 남자들이 필요한가?: 겸손한 제안》에서 캐럴은 CBS 코퍼레이션 CEO 레슬리 문브스와 도널드 트럼프가 1990년대 중반에 자신을 성폭행했다고 비난했다. 문브스와 트럼프는 모두 이 주장을 부인했다.

## 어린 시절
엘리자베스 진 캐럴은 1943년 12월 12일 미시간주 디트로이트에서 태어났다. 그녀의 아버지 토마스 F. 캐럴 주니어는 가구점 매니저였고, 어머니 베티 (결혼 전 성은 매키니) 캐럴은 앨런군의 공화당 정치인이었다. 네 자녀 중 첫째였던 캐럴은 두 여동생과 남동생과 함께 포트웨인에서 자랐다. 어렸을 때 그녀는 "베티 진", "지니", "베티"로 불렸다. 그녀는 인디애나 대학교에 다녔다. 파이 베타 파이의 회원이자 치어리더였던 그녀는 1963년에 미스 인디애나 대학교로 선정되었고, 1964년에는 대학 대표로 미스 치어리더 USA 타이틀을 획득했다. 1964년에는 투 텔 더 트루스에 출연했다.

## 경력

### 칼럼: Ask E. Jean
캐럴의 "Ask E. Jean" 칼럼은 1993년부터 2020년까지 엘르에 게재되었다. 널리 읽혔던 이 칼럼은 섹스에 대한 캐럴의 의견, 여성은 남성에 맞춰 삶을 "절대 절대" 구성해서는 안 된다는 그녀의 주장, 그리고 어려운 삶의 상황을 겪는 독자들에 대한 그녀의 연민으로 찬사를 받았다. 데뷔 당시 엘르의 전 편집장이었던 에이미 그로스는 이 칼럼을 캐럴을 "야생마에 태우는 것"과 같다고 비유하며, 독자들에 대한 그녀의 답변을 "두려움 없는 여인의 환호와 함성, 그리고 즐거운 시간"이라고 묘사했다. 캐럴의 글쓰기 스타일은 종종 유머를 포함한다.
캐럴은 2020년 2월 엘르에서 해고되었다. 그녀는 트위터에 "트럼프가 내 명성을 비웃고, 외모를 비웃으며, 나를 진흙탕에 끌고 다녔기 때문"에 해고되었다고 썼다. 엘르는 캐럴 해고 결정이 트럼프와 무관한 사업적 결정이었다고 주장했다.

### 텔레비전: Ask E. Jean, 새터데이 나이트 라이브
캐럴은 1986년과 1987년에 새터데이 나이트 라이브의 12번째 시즌 작가로 활동했다. 그녀는 1987년 제39회 프라임타임 에미상에서 프라임타임 에미상 버라이어티 시리즈 극본상 후보에 올랐다. 텔레비전 아카데미의 그녀의 지명 목록에는 그녀의 이름이 "진 E. 캐럴"로 잘못 기재되어 있다.
1994년부터 1996년까지 캐럴은 NBC의 아메리카스 토킹 (MSNBC의 전신)에서 방영된 Ask E. Jean 텔레비전 시리즈의 진행자 겸 프로듀서였다. 엔터테인먼트 위클리는 캐럴을 "가장 재미있는 케이블 토크쇼 진행자 중 한 명"이라고 불렀다. 캐럴과 이 쇼는 1995년 케이블에이스상 후보에 올랐다.

### 잡지, 서적, 앤솔로지
디 애틀랜틱과 배너티 페어를 포함한 잡지에 글을 쓰는 것 외에도 캐럴은 《아웃사이드》, 에스콰이어, 뉴욕, 그리고 《플레이보이》의 기고 편집자로 활동했다. 그녀는 《플레이보이》의 첫 여성 기고 편집자였다.
캐럴은 곤조 스타일의 1인칭 서술로 유명했다. 그녀는 스타 산맥을 아트발민 추적자와 텔레포민 전사와 함께 하이킹했으며, "마법의 시간 속 사랑"이라는 이야기에서 농구 그룹의 생활을 기록했고, "백인 흑인의 귀환"에서 네 명의 백인 농촌 아이들이 흑인 예술가처럼 옷을 입었다는 이유로 학교에서 쫓겨난 이유를 조사하기 위해 인디애나로 갔다. 그녀는 옛 남자친구들과 그들의 아내들과 함께 살았고, 프랜 레보위츠와 캠핑 여행을 떠났다. 에스콰이어와 롤링 스톤의 편집자였던 빌 토넬리는 1999년 인터뷰에서 캐럴의 모든 이야기가 "거의 같은 내용이었다. 즉, '이 사람이 E. 진과 함께 방에 있을 때 어떤 모습인가?'라는 것이다. 그녀는 흥미롭지 않을 수 없는 타고난 능력을 가지고 있다."라고 말했다.
캐럴의 작품은 《The Best of Outside: The First 20 Years》 (빈티지 북스, 1998), 《Out of the Noosphere: Adventure, Sports, Travel, and the Environment》 (파이어사이드, 1998), 《Sand in My Bra: Funny Women Write from the Road》 (트래블러스 테일스, 2003)와 같은 논픽션 앤솔로지에 포함되었다. 2002년 《스핀》에 실린 그녀의 이야기 "치어리더"는 그 해의 "최고의 실화 범죄 보도" 작품 중 하나로 선정되었다. 이 작품은 오토 펜즐러, 토마스 H. 쿡, 니콜라스 필레기가 편집한 《Best American Crime Writing》 (판테온 북스, 2002)에 실렸다.
1993년, 캐럴의 헌터 S. 톰슨의 전기인 《헌터: 헌터 S. 톰슨의 기묘하고 야만적인 삶》이 더튼 출판사에서 출판되었다. 그녀의 회고록 《무엇을 위해 남자들이 필요한가?: 겸손한 제안》은 2019년 6월에 출간되었다. 이 제목은 조너선 스위프트의 1729년 풍자 작품 《겸손한 제안》을 가리킨다. 2019년 뉴욕 타임스는 캐럴을 "여성주의의 헌터 S. 톰슨"이라고 불렀다.

#### 트럼프의 성추행을 고발한 여성들 프로필 작성
2020년과 2021년, 캐럴은 디 애틀랜틱에 트럼프에게 성추행을 당했다고 고발한 25명의 여성들 중 여러 명의 프로필을 다룬 일련의 기사를 썼다. 트럼프에게 성추행을 당했다고 주장한 질 하스에 대한 그녀의 프로필은 2021년 1월 《배너티 페어》에 실렸다. 2021년 10월 디스 아메리칸 라이프는 트럼프에게 성추행을 당했다고 주장한 제시카 리즈와 캐럴의 대화를 다루었다.

### 온라인
2002년, 캐럴은 여동생 칸데 캐럴과 함께 greatboyfriends.com을 공동 설립했다. 이 사이트에서 여성들은 서로에게 미혼 남성을 추천했다. 2005년 GreatBoyfriends는 더 낫에 인수되었다. 2004년, 그녀는 페이스북을 패러디한 Catch27.com을 출시했다. 이 사이트에서 사람들은 자신의 프로필을 트레이딩 카드에 올리고 서로를 사고 팔고 교환했다. 그녀는 2007년에 자신의 칼럼의 온라인 버전인 askejean.com을 출시했다. 2012년 캐럴은 "데이트를 위한 개인 컨시어지"인 Tawkify를 공동 설립했다. 그녀는 Tawkify의 매칭팀에도 조언했다.

## 도널드 트럼프를 상대로 한 성추행 및 명예훼손 소송
캐럴은 미국 뉴욕 남부 지방법원 (원래 뉴욕 대법원에 제출)에 트럼프를 명예훼손 및 구타 혐의로 고소했다. 2023년 5월 9일, 배심원단은 트럼프가 캐럴에 대한 명예훼손 및 성추행에 책임이 있음을 인정하고 그녀에게 5백만 달러의 손해배상금을 지급하도록 판결했다. 2023년 7월 19일, 캐플런 판사는 트럼프가 "일반적인 현대 용어"로 이해되는 강간을 저질렀다고 판단했지만, "뉴욕 형법 특정 조항의 좁고 기술적인 의미"에서는 아니라고 덧붙였다. 2024년 1월 26일, 배심원단은 트럼프가 첫 판결 이후 자신의 발언에 대해 캐럴에 대한 명예훼손 책임이 있다고 판단하고, 추가로 8,330만 달러의 손해배상금을 지급하도록 판결했다. 트럼프는 판결에 상소했고 9,160만 달러의 채권을 게시했다. 그녀의 경험에 대한 책 《내 타입이 아니야: 한 여성 대 대통령》은 2025년 6월 세인트 마틴스 프레스에서 출판될 예정이다.

## 레슬리 문브스에 대한 성폭행 의혹
캐럴은 2019년에 CBS 코퍼레이션 회장이자 CEO인 레슬리 문브스를 성폭행했다고 비난한 13명의 여성 중 한 명이다. 그녀는 1990년대 후반 문브스를 인터뷰한 후 호텔 엘리베이터에서 사건이 발생했다고 말하지만, 그는 그 주장을 부인했다.

## 개인 생활
캐럴은 저널리스트로서의 경력을 쌓기 위해 뉴욕시로 이사하기 전 첫 남편 스티븐 바이어스와 함께 몬태나에 살았다. 그녀와 바이어스는 1984년에 이혼했다. 그녀의 두 번째 결혼은 앵커이자 예술가인 존 존슨과 이루어졌다. 캐럴과 존슨은 1990년에 이혼했다. 캐럴은 2023년 4월 현재 뉴욕 북부에 살고 있다.

## 선별된 서적
- 1985: 《Female Difficulties: Sorority Sisters, Rodeo Queens, Frigid Women, Smut Stars, and Other Modern Girls》, 밴텀 북스, ISBN 978-0-553-05088-2
- 1993: 《헌터: 헌터 S. 톰슨의 기묘하고 야만적인 삶》, 더튼, ISBN 978-0-525-93568-1[56]
- 1996: 《A Dog in Heat Is a Hot Dog and Other Rules to Live By》, 그녀의 Ask E. Jean 칼럼 모음집, 사이먼 & 슈스터, ISBN 978-0-671-56814-6[57]
- 2004: 《Mr. Right, Right Now!: How a Smart Woman Can Land Her Dream Man in 6 Weeks》, 하퍼콜린스, ISBN 978-0-06-053028-0[58]
- 2019: 《무엇을 위해 남자들이 필요한가?: 겸손한 제안》, 세인트 마틴스 프레스, ISBN 978-1-250-21544-4[59][60]
- 2025: 《내 타입이 아니야: 한 여성 대 대통령》, 세인트 마틴스 프레스, 368 pp. ISBN 1250381681[61]